# Rodrigue Beaubois
Rodrigue Beaubois (nacido el 24 de febrero de 1988 en Pointe-à-Pitre, Guadalupe) es un jugador de baloncesto francés que pertenece a la plantilla del Anadolu Efes S.K. de la BSL turca. Con 1,88 metros de altura, juega en la posición de base.

## Trayectoria deportiva

### Profesional

#### Liga Francesa
Beaubois fue descubierto por el jugador de la NBA Mickaël Piétrus en un campus de baloncesto celebrado en Guadalupe. De allí llegó al Cholet Basket de la liga francesa, donde se integró en su centro de formación, jugando primero una temporada en su equipo junior, donde promedió 10,8 puntos y 2,3 asistencias por partido. Al año siguiente se integró en el equipo profesional, pero solo jugó 5 partidos con el mismo en la temporada. Ese mismo año fue por primera vez convocado con la selección francesa sub-20.
Tras una primera temporada ya completamente integrado en la primera plantilla, su explosión fue al año siguiente, en el que acabó con 10 puntos y 2,5 rebotes por partido, jugando su mejor encuentro ante Roanne, en el que consiguió 31 puntos, 8 asistencias y 5 robos de balón.

##### Estadísticas
| Temporada | Equipo        | P  | PTS  | REB | AST | ROB | TAP | %TC  | %3P  | %TL  | MIN  | PER |
| --------- | ------------- | -- | ---- | --- | --- | --- | --- | ---- | ---- | ---- | ---- | --- |
| 2007-08   | Cholet Basket | 24 | 5.5  | 1.6 | 1.3 | 0.7 | 0.4 | .511 | .435 | .777 | 13.3 | 1.0 |
| 2008-09   | Cholet Basket | 29 | 10.0 | 2.5 | 2.3 | 1.1 | 0.2 | .633 | .317 | .583 | 22.3 | 1.9 |
| Total:    | Total:        | 50 | 7.5  | 2.2 | 1.9 | 0.9 | 0.3 | .541 | .398 | .622 | 17.8 | 1.4 |

#### NBA

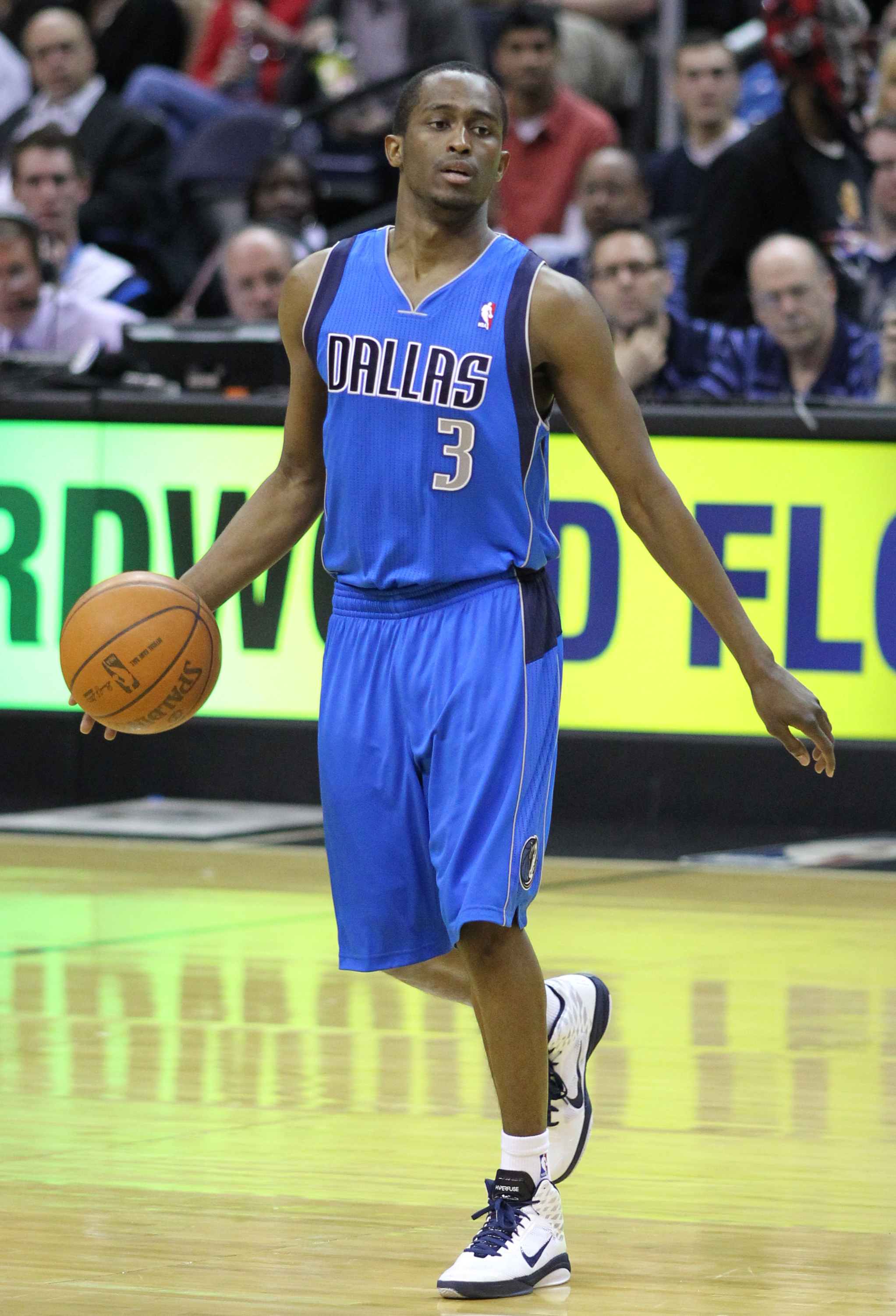
Beaubois con Dallas Mavericks en 2011.

Fue elegido en la vigésimo quinta posición del Draft de la NBA de 2009 por Oklahoma City Thunder, pero fue inmediatamente traspasado a Dallas Mavericks junto con una futura segunda ronda del draft a cambio de los derechos de la elección 24, B. J. Mullens. En julio de 2009 se comprometió con el equipo tejano por dos temporadas.
[actualizar]

#### Europa
El 22 de julio de 2016 se anunció su fichaje por el Saski Baskonia de la liga ACB española por dos temporadas.
El 21 de junio de 2018, firma por dos temporadas con Anadolu Efes de la Basketbol Süper Ligi y Euroliga.
[actualizar]

## Estadísticas de su carrera en la NBA
|  | Denota temporada en la que ganó un campeonato de la NBA |

### Temporada regular
| Año     | Equipo | PJ  | PT | MPP  | %TC  | %3P  | %TL  | RPP | APP | ROB | TPP | PPP |
| ------- | ------ | --- | -- | ---- | ---- | ---- | ---- | --- | --- | --- | --- | --- |
| 2009–10 | Dallas | 56  | 16 | 12.5 | .518 | .409 | .808 | 1.4 | 1.3 | .5  | .2  | 7.1 |
| 2010–11 | Dallas | 28  | 26 | 17.7 | .422 | .301 | .767 | 1.9 | 2.3 | .7  | .3  | 8.4 |
| 2011–12 | Dallas | 53  | 12 | 21.7 | .422 | .288 | .841 | 2.8 | 2.9 | 1.1 | .5  | 8.9 |
| 2012–13 | Dallas | 45  | 0  | 12.2 | .369 | .292 | .789 | 1.3 | 1.9 | .4  | .1  | 4.0 |
| Total   | Total  | 182 | 54 | 15.9 | .439 | .325 | .810 | 1.9 | 2.1 | .7  | .3  | 7.1 |

### Playoffs
| Año   | Equipo | PJ | PT | MPP | %TC  | %3P  | %TL  | RPP | APP | ROB | TPP | PPP |
| ----- | ------ | -- | -- | --- | ---- | ---- | ---- | --- | --- | --- | --- | --- |
| 2010  | Dallas | 4  | 0  | 7.8 | .474 | .333 | .333 | 1.5 | 1.0 | .0  | .0  | 5.3 |
| 2012  | Dallas | 2  | 0  | 6.0 | .000 | .000 | .000 | .5  | 1.0 | .0  | .0  | .0  |
| Total | Total  | 6  | 0  | 7.0 | .429 | .286 | .333 | 1.2 | 1.0 | .0  | .0  | 3.5 |